# Euchontha clareta
Euchontha clareta är en fjärilsart som beskrevs av Paul Dognin 1894. Euchontha clareta ingår i släktet Euchontha och familjen tandspinnare. Inga underarter finns listade i Catalogue of Life.